# Coucy-la-Ville
Coucy-la-Ville è un comune francese di 195 abitanti situato nel dipartimento dell'Aisne della regione dell'Alta Francia.

## Storia

### Simboli
Lo stemma è presente nell'Armorial Général de France del 1696.

## Società

### Evoluzione demografica
Abitanti censiti